# Día del activismo por la diversidad sexual
El Día del activismo por la diversidad sexual, celebrado el 20 de agosto en Argentina, conmemora la vida y legado de Carlos Jáuregui, un influyente defensor de los derechos LGBTIQ+ en el país. El propósito de esta fecha es honrar su contribución y fomentar la lucha continua por la igualdad y la diversidad sexual. El activismo de Jáuregui, como presidente de la Comunidad Homosexual Argentina y fundador de Gays por los Derechos Civiles en 1992, y como parte del grupo organizador de la primera marcha del Orgullo, fue fundamental en la promoción de la visibilidad y los derechos de la comunidad LGBTIQ+. Su papel en la incorporación de la orientación sexual en la cláusula antidiscriminatoria de la Constitución de la Ciudad de Buenos Aires y en el impulso de la primera unión civil en Argentina marcó hitos significativos en la búsqueda de igualdad.
Carlos Jáuregui, a través de su activismo y liderazgo, allanó el camino para la plena ciudadanía de las personas LGBTIQ+ en Argentina. Su trabajo inspiró a otros a unirse en la lucha por la justicia y la igualdad, generando un impacto profundo en la sociedad y en la percepción de la diversidad sexual y de género. Su dedicación abrió la puerta a una sociedad más inclusiva y respetuosa, donde se celebran y reconocen las diversas identidades sexuales y de género.

## Historia
El Día del activismo por la diversidad sexual, tuvo su inicio en el año 2012, sancionada por ley en octubre y promulgada en noviembre de ese año. El proyecto de ley, fue presentado por la entonces legisladora Gabriela Alegre en conjunto con la CHA. La conmemoración fue oficializada mediante la ley 4325 de la Ciudad Autónoma de Buenos Aires, en un esfuerzo por honrar la memoria de Carlos Jáuregui por ser pionero en la lucha por los derechos de la comunidad LGBTIQ+, y destacado autor del libro La homosexualidad en la Argentina. Su legado se enfocó en la promoción de una ciudadanía plena para las personas LGBTIQ+ y en establecer en el activismo de la diversidad la perspectiva esencial de los derechos humanos. La relevancia de esta fecha se extiende también a la figura de César Cigliutti, activista, miembro fundador de la CHA y presidente de la organización desde 1996 hasta su fallecimiento en el agosto de 2020.
La ley de dos artículos reza lo siguiente:

Artículo 1º.- Institúyese el día 20 de agosto como "Día del activismo por la diversidad sexual", en coincidencia con la fecha del fallecimiento de Carlos Jáuregui, el 20 de agosto de 1996, primer Presidente de la Comunidad Homosexual Argentina (CHA).
Artículo 2º.- Comuníquese, etc.

En el año 2020, la diputada Josefina Mendoza impulsa el proyecto de ley para establecer esta fecha en calidad de día nacional en todo el territorio argentino.

## Significado y Propósito
El Día del Activismo por la Diversidad Sexual posee un profundo significado al impulsar la reflexión y acción frente a los desafíos de la comunidad LGBTIQ+. Al honrar la memoria de Carlos Jáuregui, se reconoce a quienes incansablemente han combatido la discriminación y promovido la aceptación de diversas orientaciones e identidades. Esta jornada recalca la importancia de la igualdad y el respeto como derechos fundamentales, instando a la sociedad a avanzar contra la exclusión y violencia aún presentes.
Esta conmemoración estimula la reflexión sobre logros y renueva el compromiso con una sociedad inclusiva y respetuosa. Aunque celebra avances en la defensa de derechos LGBTIQ+, también subraya la urgencia de erradicar actitudes discriminatorias y violentas basadas en orientación e identidad de género. Se destaca el papel de activistas en construir un mundo de dignidad y libertad para todos, independientemente de su identidad. Evocando a Carlos Jáuregui, el Día del Activismo por la Diversidad Sexual inspira a buscar igualdad y respeto para todas las identidades. Insta a instituciones a colaborar en eliminar prejuicios y construir un entorno auténtico y libre para todos, impulsando la lucha por una sociedad donde la dignidad y la libertad prevalezcan.
Bajo estas consignas, a lo largo del día, diversas organizaciones, partidos, sindicatos, entidades públicas y medios visibilizan el aniversario realizando distintas actividades de difusión en el país.

## Legado e impacto Social

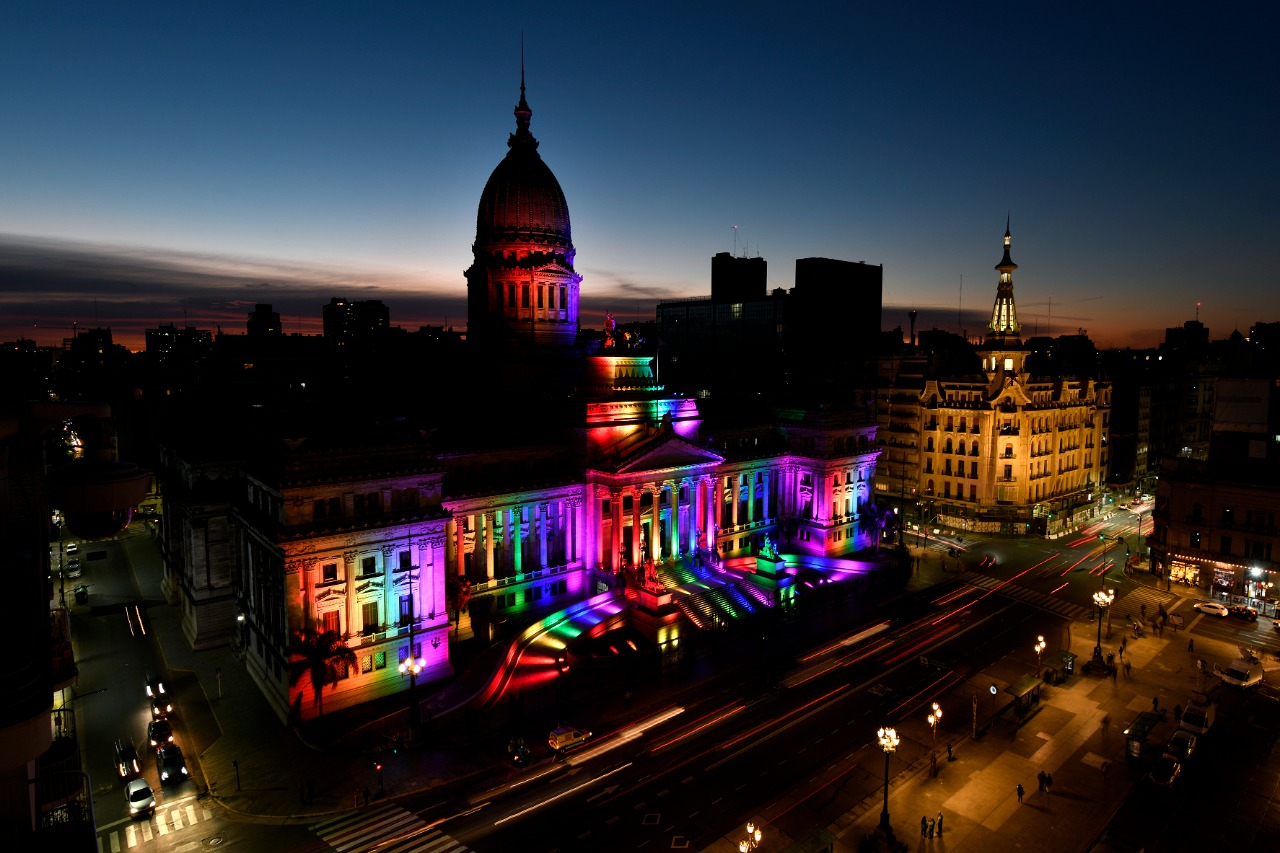
Fachada del Congreso de la Nación Argentina iluminada con los colores de la bandera LGBT en conmemoración del Día del activismo por la diversidad sexual en 2021

El Día del activismo por la diversidad sexual es una oportunidad para recordar el legado de Carlos Jáuregui y reconocer su trabajo incansable en la lucha por los derechos de la comunidad LGBTIQ+, estableciendo los fundamentos para la protección de los derechos civiles en las diversas políticas implementadas a nivel estatal.
Jáuregui fue un pionero en la promoción del orgullo como respuesta social y política, y también en la sensibilización de la sociedad en general sobre la importancia de respetar y aceptar la diversidad sexual y de género.
Su influencia ha perdurado durante décadas dando lugar al surgimiento de numerosos grupos y organizaciones civiles. Además, la marcha del orgullo atrae cada año a una multitud aún mayor. Desde el Estado se ha logrado avances hacia la igualdad social tomando de referencia sus aportes, lucha y reconocimiento civil en materia de derechos, en este sentido durante los primeros años en que el Ministerio de las Mujeres, Géneros y Diversidad de la Nación ha estado a cargo de políticas de género y diversidad, se han implementado programas para garantizar a la población LGBTI+ el acceso a la salud, empleo, educación e identidad de género, entre otros aspectos.
El Día del activismo por la diversidad sexual no solo reconoce los avances logrados, sino que también inspira a seguir trabajando por un futuro donde todas las personas sean tratadas con igualdad y respeto, independientemente de su orientación sexual o identidad de género.